# The Regenerates
Pour plus de détails, voir Fiche technique et Distribution.
The Regenerates est un film américain réalisé par E. Mason Hopper, sorti en 1917.

## Synopsis
Mynderse Van Dyun, un vieil aristocrate new-yorkais, n'a qu'un but dans la vie, marier sa petite-fille Catherine à son petit-fils Pell bien qu'ils soient cousins, car ce mariage perpétuerait le nom de la famille. Or Catherine aime en fait Paul La Farge et déteste son cousin, accro à la drogue. De plus Pell a séduit la bonne de Catherine, Nora Duffy, et l'a épousée secrètement. Nora meurt en couches et le bébé est amené chez les Van Dyun alors que, quelques jours plus tôt, Pell est mort après avoir été poussé par la fenêtre par son valet, lors d'une dispute à propos de drogue. Le vieil homme refusant de reconnaître l'enfant, Catherine et Paul l'adoptent, puis quittent la maison des Van Dyun pour se marier. Cinq ans plus tard, Catherine rend visite à son grand-père avec l'enfant, et le vieil aristocrate finit par admettre que le garçon mérite de porter son nom. 

## Fiche technique
- Titre original : The Regenerates
- Réalisation : E. Mason Hopper
- Scénario : Catherine Carr
- Photographie : Joseph H. August[1], Charles J. Stumar[1],[2]
- Société de production : Triangle Film Corporation
- Société de distribution : Triangle Distributing Corporation
- Pays d’origine :  États-Unis
- Langue originale : anglais
- Format : noir et blanc — 35 mm — 1,37:1 — Film muet
- Genre : drame
- Durée : 5 bobines
- Dates de sortie :  États-Unis : 25 novembre 1917
- Licence : domaine public

## Distribution
- Alma Rubens : Catherine
- Walt Whitman : Mynderse Van Duyn
- Darrell Foss : Pell
- John Lince : Owen Duffy
- Allan Sears (en) : Paul La Farge
- Louis Durham : William Slade
- William Brady : James Forbes
- Pauline Starke : Nora Duffy